# Социалистическая партия (Франция)
Социалисти́ческая па́ртия (также редко встречается Францу́зская социалисти́ческая па́ртия) (фр. Parti Socialiste, PS) — левоцентристская французская политическая партия. Идеологически близки принципы социал-демократии, однако в разные периоды своей истории партия занимала то более правоцентристсткие, то более левые позиции. Член Социалистического интернационала и Партии европейских социалистов.
Основана в своём нынешнем виде в 1969 году на базе существовавшей с 1905 года Французской секции Рабочего интернационала, прекратившей своё существование в ходе внутриполитического кризиса 1968 года. В 1981 году под руководством Франсуа Миттерана добилась победы как на президентских выборах, так и на выборах в Национальную ассамблею. В 1993 году пережила внутрипартийный кризис, вызванный коррупционными скандалами, но восстановила позиции и добилась крупного успеха на парламентских выборах 1997 года.
В 2002 году потерпела серьёзное поражение как на президентских, так и парламентских выборах, впервые потеряв позиции второй политической силы (которые занял Национальный фронт Жан-Мари Ле Пена). В 2007 году на президентских и парламентских выборах смогла восстановить положение, потеснив крайне правых и вновь уступив голлистам. Последний успех партии на общенациональном уровне датирован 2012 годом, когда она одержала победу на президентских и парламентских выборах. Однако президент-социалист Франсуа Олланд уже на второй год своего правления оказался одним из самых непопулярных французских президентов в истории. В итоге Олланд отказался от выдвижения своей кандидатуры на второй срок и в 2017 году партия потерпела на тот момент самое крупное в своей истории поражение на президентских и парламентских выборах 2017 года, лишившись 3/4 мест в Национальной ассамблее, а на президенстких выборах кандидат-социалист Бенуа Амон и вовсе занял лишь пятое место с результатом в 6,36 %. Спустя пять лет, весной-летом 2022 года Социалистическая партия вновь обновила свой антирекорд выступлений на президентских и парламентских выборах: сначала кандидат в президенты от партии, мэр Парижа Анн Идальго набрала 1,75 %, заняв 10-е место среди 12-ти кандидатов, затем на выборах в Национальное собрание социалисты выиграли только 26 мандатов из 577.
Количество членов, по состоянию на 2017 год, составляет 20 000 чел. Молодёжной организацией Социалистической партии является Движение молодых социалистов, руководителем которого 19 ноября 2011 года был избран Тьерри Маршаль-Бек (фр. Thierry Marchal-Beck).

## История партии

### Развитие Социалистической партии на рубеже XX—XXI веков
Социалистическая партия Франции занимает доминирующие позиции среди левых партий Франции. Ключевыми особенностями партии являются:
- следование традиционным установкам левых
- не играет большую роль среди профсоюзов

Успешно проведя в конце 1990-х годов леволиберальные реформы, в начале 2000-х годов пользовалась наибольшей популярностью (у власти находилось правительство социалиста Лионеля Жоспена), однако затем началась борьба за власть в партии (на выборах президента Франции в 2002 году баллотировалось 5 кандидатов от правительственного большинства), что привело к утрате поддержки электората. Кандидат от соцпартии, Лионель Жоспен набрал 16,18 % в первом туре и не прошёл во второй тур президентских выборов 2002 года.
На Дижонском съезде в 2003 году была несколько реформирована программа партии с учетом неолиберальных тенденций.
Оказавшись в оппозиции в результате парламентских выборов 2002 года и смены правительства Лионеля Жоспена на правоцентристское правительство Жана-Пьера Раффарена, партия сосредоточила свою деятельность на региональном уровне. Так на региональных выборах 2004 года партия победила в 22 из 24 регионов. В том же году социалисты победили на выборах в Европарламент 2004 года от Франции.
Однако несмотря на свою политическую активность и стремление к адаптации к изменяющемуся миру, кандидат в президенты от партии на выборах президента в 2007 году Сеголен Руаяль проиграла Николя Саркози во втором туре. На выборах в Национальное Собрание, несмотря на то, что социалисты набрали 42,25 % голосов во втором туре, всё равно преимущество оказалось за Союзом за народное движение. На выборах в Европарламент 2009 года Соцпартия получила 16,48 % голосов, таким образом потеряв 17 мест.
В 2008 году после съезда в Реймсе от партии откололось левое крыло — демократические социалисты Жан-Люк Меланшон и Марк Доле, не согласные с социал-либеральным курсом партии, её покинули и в альянсе с коммунистами основали Левый Фронт. Сама же партия в Левый фронт не вступила. На том же съезде секретарём была избрана мэр Лилля Мартин Обри.

### Социалистическая партия с 2010 года
В рамках региональных выборах (2010) социалисты вошли в коалицию с Левым фронтом и «зелёными». В результате чего левые и «зелёные» одержали победу над правыми, а Соцпартия заняла первое место, опередив во втором туре правящий Союз за народное движение на 3 млн голосов. На выборах в Сенат 2011 года Соцпартия участвовала в той же коалиции и левые так же одержали победу над Союзом за народное движение, а представитель Соцпартии Жан-Пьер Бель избран председателем Сената. В сентябре 2011 года Соцпартия в результате праймериз выдвинула своего бывшего лидера (1997—2008) Франсуа Олланда на пост президента. В первом туре социалист получил 28,63 % голосов, во втором туре он одержал победу над Николя Саркози с результатом 51,64 % голосов. 15 мая 2012 года вступил в должность. В первом туре парламентских выборов 2012 года партия получила 29,35 % голосов, во втором — 40,91 %, таким образом социалисты смогли сформировать правительство под руководством Жана-Марка Эро. Несмотря на победу на выборах, летом популярность нового президента заметна упала. Согласно опросам TNS Sofres за свои первые 100 дней правления Олланд стал самым непопулярным президентом Франции. Также упал рейтинг нового премьер-министра. В октябре 2012 года прошёл съезд партии в Тулузе, на котором первым секретарём был избран, поддержанный Мартин Обри и Жаном-Марком Эро, Арлем Дезир. Его поддержали 72,52 % проголосовавших однопартийцев (его соперник, представитель левого крыла партии, Эмманюэль Морель получил только 27,48 % голосов).

### Выборы 2012 года
В своей явно социал-демократической предвыборной программе Франсуа Олланд обещал помогать малым и средним предприятиям, поддерживать развитие высоких технологий, защищать и развивать те предприятия, которые уже находятся в общественной собственности, повысить налоги для богатых французов, построить около 2 с половиной миллионов временных, социальных и студенческих мест жительства, реформировать систему здравоохранения, разрешить эвтаназию, разрешить однополым парам вступать в брак и усыновлять детей, создать 150 000 рабочих мест, улучшить систему образования, разрешить иностранцам голосовать на региональных выборах, начать новый этап децентрализации и вывести французских солдат из Афганистана.
15 апреля 2014 года Жан-Кристоф Камбаделис избран новым первым секретарём партии, получив 67,12 % голосов членов Национального совета партии против 32,88 % у его соперника, Сильвана Матьё.

### Выборы 2017 года и их последствия
На президентских выборах 2017 года кандидат социалистов Бенуа Амон потерпел поражение, не сумев выйти во второй тур.
11 и 18 июня 2017 года состоялись парламентские выборы, которые принесли Соцпартии сокрушительное поражение — она получила во втором туре 5,2 % голосов, что обеспечило ей только 30 депутатских мест.
18 июня 2017 года первый секретарь партии Жан-Кристоф Камбаделис объявил о своей отставке.
8 июля 2017 года Национальный совет партии большинством в 102 голоса против 16 при 20 воздержавшихся проголосовал за учреждение коллективного руководства в составе 28 человек, ядро которых составят 16 человек, восемь мужчин и восемь женщин, включая бывшего министра правительства Казнёва Маттиаса Фекля и депутата Валери Рабо, которым должны помогать приглашённые члены коллективного руководства (membres de droit), в числе которых Франсуа Ребсамен, председатель социалистической фракции в Национальном собрании Оливье Фор и лидер французских социалистов в Европарламенте Кристин Рево д’Аллон-Боннфуа.
7 апреля 2018 года 78-й съезд партии в Обервилье (департамент Сен-Сен-Дени) утвердил тринадцатым по счёту первым секретарём Оливье Фора, избранного на эту должность прямым голосованием членов партии 15 марта 2018 года.
12 октября 2018 года штаб-квартира партии перенесена из исторического особняка на улице Сольферино в центре Парижа, близ здания Национального собрания, где она разместилась в 1980 году, незадолго до победы Франсуа Миттерана на президентских выборах, в рабочий пригород Иври-сюр-Сен.

## Представительство партии в Национальном собрании
|  |

|  |

## Электоральная история

### Президентские выборы
| Год  | Кандидат         | 1-й тур    | 1-й тур | 1-й тур | 2-й тур    | 2-й тур | 2-й тур | Итоги |
| Год  | Кандидат         | Голоса     | %       | Место   | Голоса     | %       | Место   | Итоги |
| ---- | ---------------- | ---------- | ------- | ------- | ---------- | ------- | ------- | ----- |
| 1974 | Франсуа Миттеран | 11,044,373 | 43.25   | ▲ 1-е   | 12,971,604 | 49.19   | ▲ 2-е   | Lost  |
| 1981 | Франсуа Миттеран | 7,505,960  | 25.85   | ▼ 2-е   | 15,708,262 | 51.76   | ▲ 1-е   | Won   |
| 1988 | Франсуа Миттеран | 10,367,220 | 34.10   | ▲ 1-е   | 16,704,279 | 54.02   | ▬ 1-е   | Won   |
| 1995 | Лионель Жоспен   | 7,097,786  | 23.30   | ▬ 1-е   | 14,180,644 | 47.36   | ▼ 2-е   | Lost  |
| 2002 | Лионель Жоспен   | 4,610,113  | 16.18   | ▼ 3-е   | N/A        | N/A     | N/A     | Lost  |
| 2007 | Сеголен Руаяль   | 9,500,112  | 25.87   | ▲ 2-е   | 16,790,440 | 46.94   | ▬ 2-е   | Lost  |
| 2012 | Франсуа Олланд   | 10,272,705 | 28.63   | ▲ 1-е   | 18,000,668 | 51.64   | ▲ 1-е   | Won   |
| 2017 | Бенуа Амон       | 2,291,288  | 6.36    | ▼ 5-е   | N/A        | N/A     | N/A     | Lost  |
| 2022 | Анн Идальго      | 616,478    | 1.75    | ▼ 10-е  | N/A        | N/A     | N/A     | Lost  |

### Выборы в Национальное собрание
| Национальное собрание Франции |           |         |         |         |           |         |         |         |            |       |           |                                   |
| Год                           | 1-й тур   | 1-й тур | 1-й тур | 1-й тур | 2-й тур   | 2-й тур | 2-й тур | 2-й тур | Мандаты    | +/-   | Итог      | Прим.                             |
| Год                           | Голоса    | %       | ± пп    | Место   | Голоса    | %       | ± pp    | Место   | Мандаты    | +/-   | Итог      | Прим.                             |
| 1973                          | 4,559,241 | 19.18 % | ▲ 2.65  | ▬ 3-е   | 5,564,610 | 23.72 % | ▲ 2.47  | ▲ 2nd   | 89 из 491  | ▲ 32  | Оппозиция | Вместе с MRG                      |
| 1978                          | 6,451,151 | 22.58 % | ▲ 3.40  | ▲ 2-е   | 7,212,916 | 28.31 % | ▲ 4.59  | ▲ 1-е   | 104 из 491 | ▲ 15  | Оппозиция |                                   |
| 1981                          | 9,432,362 | 37.52 % | ▲ 14.94 | ▲ 1-е   | 9,198,332 | 49.25 % | ▲ 20.94 | ▬ 1-е   | 269 из 491 | ▲ 165 | Правящая  | Вместе с MRG                      |
| 1986                          | 8,693,939 | 31.02 % | ▼ 6.50  | ▬ 1-е   | N/A       | N/A     | N/A     | N/A     | 206 из 573 | ▼ 63  | Оппозиция |                                   |
| 1988                          | 8,493,702 | 34.77 % | ▲ 3.75  | ▬ 1-е   | 9,198,778 | 45.31 % | ▼ 3.94  | ▬ 1-е   | 260 из 577 | ▲ 54  | Правящая  |                                   |
| 1993                          | 4,415,495 | 17.61 % | ▼ 17.16 | ▼ 3-е   | 6,143,179 | 31.01 % | ▼ 14.30 | ▬ 1-е   | 59 из 577  | ▼ 201 | Оппозиция |                                   |
| 1997                          | 5,977,045 | 23.49 % | ▲ 5.88  | ▲ 1-е   | 9,722,022 | 38.20 % | ▲ 7.19  | ▬ 1-е   | 255 из 577 | ▲ 196 | Правящая  |                                   |
| 2002                          | 6,086,599 | 24.11 % | ▲ 0.62  | ▼ 2-е   | 7,482,169 | 35.26 % | ▼ 2.94  | ▼ 2-е   | 140 из 577 | ▼ 115 | Оппозиция |                                   |
| 2007                          | 6,436,520 | 24.73 % | ▲ 0.62  | ▬ 2-е   | 8,624,861 | 42.27 % | ▲ 7.01  | ▬ 2-е   | 186 из 577 | ▲ 46  | Оппозиция |                                   |
| 2012                          | 7,618,326 | 29.35 % | ▲ 4.62  | ▲ 1-е   | 9,420,889 | 40.91 % | ▼ 1.36  | ▲ 1-е   | 279 из 577 | ▲ 93  | Правящая  |                                   |
| 2017                          | 1,685,677 | 7.44 %  | ▼ 21.91 | ▼ 5-е   | 1,032,842 | 5.68 %  | ▼ 35.23 | ▼ 4-е   | 30 из 577  | ▼ 249 | Оппозиция |                                   |
| 2022                          | 860,201   | 3.78 %  | ▼ 3.66  | ▼ 7-е   | 1,084,909 | 5.23 %  | ▼ 0.45  | ▼ 6-е   | 28 из 577  | ▼ 2   | Оппозиция | В составе коалиции NUPES          |
| 2024                          |           |         |         |         |           |         |         |         | 65 из 577  | ▲37   |           | В составе Нового народного фронта |

### Выборы в Европарламент
| Европейский парламент |           |         |         |       |          |        |                      |
| Год                   | Голоса    | %       | ± пп    | Место | Мандаты  | +/-    | Прим.                |
| 1979                  | 4,763,026 | 23.53 % | N/A     | 2nd   | 20 из 81 | N/A    | Вместе с MRG         |
| 1984                  | 4,188,875 | 20.76 % | ▼ 2.77  | ▬ 2nd | 20 из 81 | ▬      |                      |
| 1989                  | 4,286,354 | 23.61 % | ▲ 2.85  | ▬ 2nd | 17 из 87 | ▼ 3    | Вместе с MRG         |
| 1994                  | 2,824,173 | 14.49 % | ▼ 9.12  | ▬ 2nd | 15 из 87 | ▼ 2    |                      |
| 1999                  | 3,873,901 | 21.95 % | ▲ 7.46  | ▲ 1st | 18 из 78 | ▲ 3    | Вместе с PRG и MDC   |
| 2004                  | 4,960,756 | 28.90 % | ▲ 6.95  | ▬ 1st | 31 из 74 | ▲ 13   |                      |
| 2009                  | 2,838,160 | 16.48 % | ▼ 12.42 | ▼ 2nd | 14 из 74 | ▼ 17   |                      |
| 2014                  | 2,649,202 | 13.98 % | ▼ 2.50  | ▼ 3rd | 12 из 74 | ▼ 2    | Вместе с PRG         |
| 2019                  | 1,403,170 | 6.19 %  | ▼ 7.79  | ▼ 6-е | 3 из 79  | ▼ 9    | Вместе с PP—PRG—ND   |
| 2024                  | 3,401,076 | 13.80 % | ▲ 7.61  | ▲ 3rd | 13 из 81 | ▲ 10-е | В составе альянса PP |

## Организационная структура
Социалистическая партия состоит из приверженцев (militant), каждый из которых платит обязательные членские взносы. Приверженцы объединены в секции (section) по одну на общину или район (в Париже, Лионе и Марселе), секции объединены в федерации (fédération) по одну на департамент.
Высший орган Социалистической Партии — национальный съезд (congrès national), собирающийся раз в 5 лет, между съездами — национальный конвент (convention national), между национальными конвентами — национальный совет (сonseil national), избираемый национальным съездом, собирающийся 4 раза в год, высшее должностное лицо — первый секретарь (premier secrétaire), прочие должностные лица — глашатаи (porte-parole) и председатель национального совета (président du
Conseil national), исполнительные органы — национальное бюро (bureau national) и национальный секретариат (secrétariat national), назначаемый Национальным Советом по предложению первого секретаря, высший контрольный орган — национальное бюро по делам членства (bureau national des adhésions), высший ревизионный орган — национальная комиссия финансового контроля (commission nationale de contrôle financier).
Высший орган федерации — федеральный съезд (congrès fédéral), избирается общими собраниями, между федеральными съездами — федеральный совет (conseil fédéral), избирается федеральным съездом, исполнительные органы федерации — федеральное бюро (bureau fédéral) и федеральный секретариат (secrétariat fédéral), избираются федеральным съездом, высшее должностное лицо федерации — федеральный первый секретарь (premier secrétaire fédéral), избирается федеральным съездом, контрольный орган федерации — федеральное бюро по вопросам членства (bureau fédéral des adhésions), избирается федеральным съездом, ревизионный орган федерации — федеральная комиссия финансового контроля (commissions fédérales de contrôle financier), избирается федеральным съездом.
Высший орган секции — общее собрание секции (assemblée générale de section), между общими собраниями — административная комиссия (commission administrative), избирается общим собранием, высшее должностное лицо — секретарь секции (secrétaire de section), избирается общим собранием.
Молодёжная организация — Движение молодых социалистов (Mouvement des jeunes socialistes). Движение молодых социалистов состоит из федераций (fédération) по одной на департамент, федерации из команд (equipes) по одной на общину.
Высший орган — национальный съезд (Congrès National), избирается общими собраниями, между национальными съездами — национальный совет (Conseil National), избирается национальным съездом, исполнительные органы — национальное бюро (Bureau National) и национальный секретариат (Secrétariat National), избираются национальным съездом, высшее должностное лицо — председатель (Président), избирается национальным съездом, высший контрольный орган — Национальная комиссия арбитража (Commission Nationale d’Arbitrage), избирается национальным съездом.
Высший орган федерации — общее собрание (assemblée générale), между общими собраниями — федеральный коллектив (Collectif Fédéral), избирается общим собранием, высшее должностное лицо — федеральный лидер (animateur fédéral), избирается общим собранием.
Высшее должностное лицо команды — координатор команды (coordinateur d’équipe).
При партии действует Фонд Жанна Жореса (Fondation Jean-Jaurès), Центральным печатным органом в 1972-1986 гг. являлась газета «Юните» (Unité).

## Руководство

### Первые секретари
- 17 июля 1969 — 16 июня 1971 — Ален Савари
- 16 июня 1971 — 24 января 1981 — Франсуа Миттеран
- 24 января 1981 — 14 мая 1988 — Лионель Жоспен
- 14 мая 1988 — 9 января 1992 — Пьер Моруа
- 9 января 1992 — 3 апреля 1993 — Лоран Фабиус
- 3 апреля 1993 — 19 июня 1994 — Мишель Рокар
- 19 июня 1994 — 14 октября 1995 — Анри Эммануэлли
- 14 октября 1995 — 27 ноября 1997 — Лионель Жоспен
- 27 ноября 1997 — 26 ноября 2008 — Франсуа Олланд
- 26 ноября 2008 — 17 сентября 2012 — Мартин Обри
- 17 сентября 2012 — 15 апреля 2014 — Арлем Дезир
- 15 апреля 2014 — 18 июня 2017 — Жан-Кристоф Камбаделис

Временное коллегиальное руководство (8 июля 2017 — 7 апреля 2018 года): Надеж Аззаз (Nadège Azzaz), Башле, Гийом; Барейт, Эрика; Карвунас, Люк; Дельга, Кароль; Эспаньяк, Фредерика; Фекль, Маттиас; Жермен, Жан-Марк; Жанико, Режи; Калфон, Франсуа; Морель, Эмманюэль; Кендерс, Натали; Рабо, Валери; Россиньоль, Лоранс; Темаль, Рашид; Изабель Тис-Сен-Жан
- с 7 апреля 2018 — Оливье Фор

### Парламентские лидеры
- Президент группы в Сенате — Патрик Канне (с 22 января 2018)[28]
- Президент фракции в Национальном собрании — Валери Рабо (с 11 апреля 2018)[29].
- Президент фракции в Европейском парламенте — Джанни Пителла[итал.] (со 2 июля 2014)[30] (итальянский политик, член Демократической партии Италии и Партии европейских социалистов).
- Президент Движения молодых социалистов — Роксана Люнди (Roxane Lundy, с 10 февраля 2018).

## Динамика численности партии
1982 год — 214 тыс. человек

2002 год — 110—130 тысяч человек.